# Rolf Peter Tschapek
Rolf Peter Tschapek ist ein deutscher Autor und Lehrer im Ruhestand.

## Leben
Tschapek studierte und promovierte an der Heinrich-Heine-Universität Düsseldorf bei Wolfgang J. Mommsen. 
Seine Dissertation Bausteine eines zukünftigen deutschen Mittelafrika, die sich mit der deutschen Kolonialpolitik in Afrika unter Bernhard von Bülow und Theobald von Bethmann Hollweg befasst, wurde von Sönke Neitzel in der Frankfurter Allgemeinen Zeitung vom 4. Februar 2001 als „verdienstvoll“ und als „anschaulich“ bezeichnet. Markus Bußmann sieht die Dissertation Tschapeks zwar nicht als die erste Analyse deutsch-englischer Verhandlungen 1898 und 1912–1914 über die Kolonien Portugals, wohl aber als die umfassendste Bearbeitung dieses Aspektes der wilhelminischen Außenpolitik.
Rolf Peter Tschapek unterrichtete bis Juli 2016 am Michael-Ende-Gymnasium in Tönisvorst die Fächer Englisch und Geschichte.

## Schriften
- Bausteine eines zukünftigen deutschen Mittelafrika. Deutscher Imperialismus und die portugiesischen Kolonien. Deutsches Interesse an den südafrikanischen Kolonien Portugals vom ausgehenden 19. Jahrhundert bis zum ersten Weltkrieg. Dissertation. Universität Düsseldorf. Steiner, Stuttgart 2000, ISBN 3-515-07592-5.